# Flood-Reaktion
Die Flood-Reaktion, benannt nach dem Chemiker E. A. Flood, ist eine Namensreaktion aus der organischen Chemie und wurde erstmals 1933 veröffentlicht. Die Reaktion beschreibt die Synthese von Halogentrialkylsilanen aus Hexaalkyldisiloxanen.

## Übersichtsreaktion
Ein Hexaalkyldisiloxan reagiert mit einem Ammoniumhalogenid und Schwefelsäure zu einem Halogentrialkylsilan.

## Reaktionsmechanismus
Der Mechanismus ist in der Literatur beschrieben und wird mit Ammoniumchlorid illustriert:
Ein Hexaalkyldisiloxan 1 reagiert unter Zugabe von Schwefelsäure zunächst zu einer instabilen Zwischenstufe 2. Anschließende Wasserabspaltung liefert ein 
Bis(trialkylsilyl)sulfat 3.
3 reagiert unter Zugabe von Ammoniumchlorid und Abspaltung von Chlortrialkylsilan zu einer ionischen Zwischenstufe 4. Die Reaktion von 4 mit Ammoniumchlorid liefert 
nach Freisetzung von Ammoniumsulfat das Halogentrialkylsilan 5.